# Жуково (Белёвский район)
Жуково — село в Белёвском районе Тульской области России. Население - 621 человек (2021).
В рамках административно-территориального устройства является центром Жуковского сельского округа Белёвского района, в рамках организации местного самоуправления — административный центр сельского поселения Левобережное.

## География
Расположено на высоком левом берегу реки Оки, в двух километрах от районного центра Белёва. 

## История
Ранее селение имело и другое название «Дураково» — по преданию от имени или прозвища первого поселенца. Деревянная клетская церковь во имя пророка Илии с Богоявленским приделом упоминается в «Писцовой книге 1630—1632 гг.», из чего следует, что само поселение образовалось значительно раньше. Другой, также деревянный храм, во имя Богоявления Господня сгорел в конце XVIII столетия. В 1790 году на средства корнета Дениса Александровича Чичерина и других прихожан была построена каменная крестообразная в плане, однокупольная, двухпридельная церковь во имя того же пророка Ильи и святого Александра архиепископа Константинопольского с небольшой каменной звонницей. Колокольню пристроили в 1911 году. В приход входило само село, деревни Беседина и Болтенки, сельцо Береговая. В 1870-х годах в селе была открыта школа грамоты, преобразованная затем в земскую школу. В 1859 году в селе насчитывалось 53 крестьянских двора, в 1915 году — 110.

## Население
| Годы      | 1857 | 1859 | 1915 | 2002 | 2010 | 2021 |
| --------- | ---- | ---- | ---- | ---- | ---- | ---- |
| Население | 561* | 561  | 759  | 582  | ↗597 | 621  |

* 22 человека военного ведомства, 539 — крепостных помещичьих.